# Loeseliastrum matthewsii
Espèce
Classification phylogénétique
Loeseliastrum matthewsii est une espèce de plantes à fleurs de la famille des Polemoniaceae. C'est une plante herbacée annuelle, originaire de l'Amérique du Nord.

## Description morphologique

### Appareil végétatif
Ce buisson bas se présente sous forme de coussin ou de tapis de 2,5 à 5 cm de haut pour 2,5 à 30 cm de large. Les feuilles de 1,3 à 3,8 cm de long sont hérissées d'épines claires, presque blanches, et de nombreux poils de couleur gris clair.

### Appareil reproducteur
La floraison survient entre mars et juin. 
Les fleurs, de couleur blanc rosé ou rose plus ou moins violacé, ont une symétrie bilatérale. La corolle a un diamètre d'environ 1,3 cm : les 3 pétales supérieurs sont marqués de pourpre ou de rouge sombre et de blanc ; les deux pétales inférieurs sont généralement plus unis.

## Répartition et habitat
Cette plante pousse dans les zones désertiques en terrain dégagé, sur sol sableux ou gravillonneux. On la trouve entre le niveau de la mer et 1800 m d'altitude, souvent en association avec les communautés végétales Larrea tridentata ou Yucca brevifolia.
On la trouve du sud de la Californie jusqu'à l'Arizona, et dans tout le désert de Sonora, jusqu'au Mexique.

## Taxinomie
Cette espèce a été décrite sous le nom Loeselia matthewsii en 1880 par le botaniste américain Asa Gray dans les chapitres concernant la botanique de "Geological Survey of California". Par la suite, elle a reçu d'autres appellation, comme Gilia matthewsii de nouveau par Asa Gray en 1886, Navarretia matthewsii par Frederick Vernon Coville en 1893, ou Langloisia matthewsii par Edward Lee Greene en 1896. Finalement, en  1986, Steven Timbrook a renommé l'espèce Loeseliastrum matthewsii. Les autres appellations sont considérées désormais comme synonymes, mais non valides.